# مصطفى خليل (سباح)
مصطفى إبراهيم خليل هو سباح مصري ولد في 4 إبريل 1958 بحي إمبابة في القاهرة وهو أول إنسان في التاريخ يعبر المانش بلا قدمين، وقد عبر المانش ثلاث مرات من ضمنها مرة ضد التيار في أغسطس 1994 , تعرض لحادث قطار في 8 مارس 1971 أدى إلى بتر قدميه و لكنه لم ييأس وجاهد حتى حقق ما حققه و شارك في العديد من المسابقات العالمية و فاز في الكثير منها .

## ميلاده ونشأته
ولد في 4 إبريل 1958 بحي إمبابة بالقاهرة، وكان يحلم بأن يصبح لاعب كرة قدم , واقترب من تحقيق حلمه حين التحق بفريق أشبال نادي الزمالك لكرة القدم بعد ثبوت براعته ومهارته في كرة القدم.

## حادث بتر ساقيه
في 8 مارس 1971 تعرض لحادث قطار وهو يعبر مزلقان ناهيا بحي بولاق الدكرور بالجيزة وكان في الصف الأول الإعدادي حينها .
التحق بالجامعة ليدرس بكلية التجارة، وكان يحلم بأن يكون معيداً أو أستاذ في الجامعة ولكنه فقد هذا الحلم حين رسب في العام الأول من الكلية، ولكنه بحث عن طاقاته الداخلية حتى يفجرها ويحقق ذاته فقام بتقديم أوراقه لإحدى الشركات حتى يحقق اكتفاء مادي لنفسه، وفي الوقت ذاته أنشأ والده ورشة صغيرة لصناعة السفن وكان يديرها مصطفى له إلى جانب دراسته في الكلية كل ذلك في وقت واحد، لكنه تمكن من الحصول على بكالوريوس التجارة بتفوق كذلك حقق في عمله بالشركة تقدماً واضحاً .
و حكى مصطفى كيف تمكن من تحويل يأسه بعد الحادث إلى نجاح في عمله ودراسته حيث قال :
| مصطفى خليل (سباح) | مرت الأيام الأولى بعد الحادث ثقيلة محمومة بالحسرة واليأس فقد أحسست رغم طفولتي أن القطار التهم مع ساقي أحلامي وطموحاتي في مستقبل باهر مثل باقي أقراني, لكن أيام اليأس لم تطل كثيرا فقد رزقني الله سبحانه وتعالى بأب يحمل في قلبه إيمان المؤمن بقضاء الله وقدره , واليقين بأن الله سبحانه وتعالى له حكمة عظيمة في ابتلاء ابنه بهذه الإعاقة , فوجدت والدي يتغلب على أحزانه كأب ويزرع بداخلي إرادة حديدية، ولا يكل أن يؤكد لي أن ما حدث، ما هو إلا قضاء وقدر، وأن العبد المؤمن لا بد أن يتقبل هذا القضاء، وإذا كان الله قد أخذ ساقي، فقد عوضني وفي نفس اللحظة بشيء بديل ولكنه سوف يظهر في يوم من الأيام. وأن دوري هو البحث عن طاقاتي الكامنة الأخرى وتفجيرها بداخلي , وبفضل كلمات أبي تسلحت بالإيمان القوي بقضاء الله وقدره , ولم أتخيل نفسي أعيش باقي حياتي منزويا في أحد أركان غرفتي ، أبكي ما أصابني ، فشعلة الإيمان التي زرعها والدي في قلبي أنارت لي الطريق وبدأت استأنفت حياتي سريعا فانتهيت من دراسة المرحلة الإعدادية بتفوق , وتلتها المرحلة الثانوية, ثم التحقت بالجامعة لأدرس بكلية التجارة محملا بأحلام كبيرة في أن أصبح معيداً فأستاذ بالكلية يوما من الأيام, وفى تلك الأثناء كان أبي قد أحضر لي "موتسكيل" معاقين بثلاث عجلات, وكانت معاناتي كبيرة في تصليح وصيانة "الموتسكيل" حتى أنه لم يمر يوم دون أن أضيع ساعة أو أكثر في صيانة "الموتسيكل " وتحطمت أحلامي في أن أصبح معيد بالكلية عندما رسبت في العام الأول في الكلية , وعندها تذكرت كلمات والدي في أن أبحث عن طاقات جديدة كامنة داخلي أفجرها لأحقق ذاتي, فتقدمت بأوراقي للتعيين في إحدى الشركات كي أحقق اكتفاء مادي لنفسي , وفى نفس الوقت كان أبي قد أنشأ ورشة صغيرة لصناعة السفن كنت أديرها له بكفاءة هذا بالإضافة إلى استكمالي دراستي بالكلية ووفقني الله سبحانه وتعالى لأن أنجح في إنجاز كل هذه المهام في وقت واحد فقد حققت في عملي تقدما واضحا شهد به كل رؤسائي واستطعت الحصول على بكالوريوس التجارة بتفوق , ونجحت ورشة أبي أكثر فأكثر . | مصطفى خليل (سباح) |

## إهتمامه بالسباحة
في عام 1981 بعد أن تخرج من الجامعة، كان السباح المصري خالد حسان قد حقق إنجازاً رياضياً كبيراً حين استطاع أن يعبر المانش رغم إعاقته المتمثلة في فقدان كف قدمه، فراودت مصطفى فكرة أن يتعلم السباحة وأن يكون هدفه هو تحقيق إنجاز عالمي جديد، حين علم المقربون إليه برغبته هذه تباينت ردود أفعالهم بين من يشفق عليه من هذا الطموح الكبير وبين من استهتر بحلمه و بين مشجع، اقتصرت ممارسته للسباحة وقتها على نزوله للماء في المصايف برفقة أحد أفراد أسرته، وكانت فرصته لدخول عالم السباحة تتمثل في أن يقنع أحد كبار مدربين السباحة بقدراته حتى يقبل أن يدربه، فغامر وعرض رغبته على الكابتن عبد الباقي حسنين أشهر مدربي السباحة آنذاك، فوضح له أن السباحة تعتمد بنسبة 75% من مجهودها على القدمين وأنه مهما امتلك من قوة في ذراعيه فلن ينجح في الحفاظ على توازنه لدقائق معدودة في المياه، وليس مجرد السباحة لمسافات قصيرة، فكان رد مصطفى عملياً حيث انتهز فرصة جلوسهم في أحد النوادي على شاطئ النيل , فغافله لدقائق وارتدى ملابس سباحة كان قد أحضرها معه وقفز إلى الماء.
فصرخ المدرب لإنقاذه معتقداً أنه يحاول الانتحار، ولكن مصطفى تمكن من الحفاظ على توازنه في المياه والسباحة فشد انتباه المدرب وسرعان ما غيّر رأيه ورفض أن ينزل عمال الإنقاذ الذين تجمعوا لإنقاذه، وحين خرج مصطفى من الماء وعد الكابتن عبد الباقي مصطفى بأنه سيسانده حتى يحقق حلمه، وانضم في رعايته مدرب شهير آخر هو نبيل الشاذلي.
وبعد كفاح ومشوار شاق من التدريبات العنيفة وصبر من المدربين نجح مصطفى في دخول عالم البطولات وأصبح ينتقل من فوز إلى فوز ومن نجاح إلى نجاح.

## عبور المانش
سعى مصطفى إلى تحقيق حلمه في أن يكون أول سباح في العالم ببتر مزدوج يعبر المانش، وبعد إصرار و عزيمة تمكن من تحقيق حلمه في 21 أغسطس علم 1992 ميلادياً و في زمن قدره 16 ساعة و 40 دقيقة .

## عبور المانش للمرة الثانية ضد التيار
كان هدف مصطفى الجديد هو عبور المانش ولكن ضد التيار ليسجل بإسمه إنجازاً عالمياً جديداً , ولم يضيع مصطفى الفرصة فقد حاول في عام 1993 ولكنه فشل، ولكنه أعاد التجربة في عام 1994 ونجح فيها حيث عبر المانش في زمن قدره 14 ساعة و 55 دقيقة ليسجل بإسمه لقباً جديداً , وهو أول سباح في جميع الإعاقات على مستوى العالم ينجح في هذه المحاولة .

## عبور المانش للمرة الثالثة
وحاول محاولة أخيرة ناجحة في عام 1998 في عبور المانش، ليكون بذلك أول سباح في جميع الإعاقات على مستوى العالم ينجح في عبور المانش ثلاثة مرات من بينهم مرة ضد التيار .

## بطولاته
سجّل مصطفى خليل حافل بالإنجازات إلى جانب عبور المانش لثلاثة مرات فقد أحرز عدد من البطولات في زيورخ ومنهاتن و أن آخر هذه الإنجازات اشتراكه في أولمبياد أمريكا المفتوحة وبطولة عالمية في المياه المفتوحة في الأرجنتين، والعديد من الألقاب التي فاز بها كأحسن سباح، وغيرها من الألقاب الكثيرة .